# Osmangazi
Osmangazi là một huyện thuộc tỉnh Bursa, Thổ Nhĩ Kỳ. Huyện có diện tích 476 km² và dân số thời điểm năm 2007 là 736034 người, mật độ 1546 người/km².